# Адачі Кензо

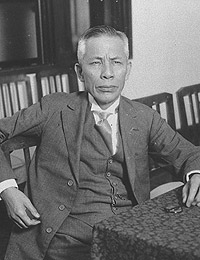
Адачі Кензо

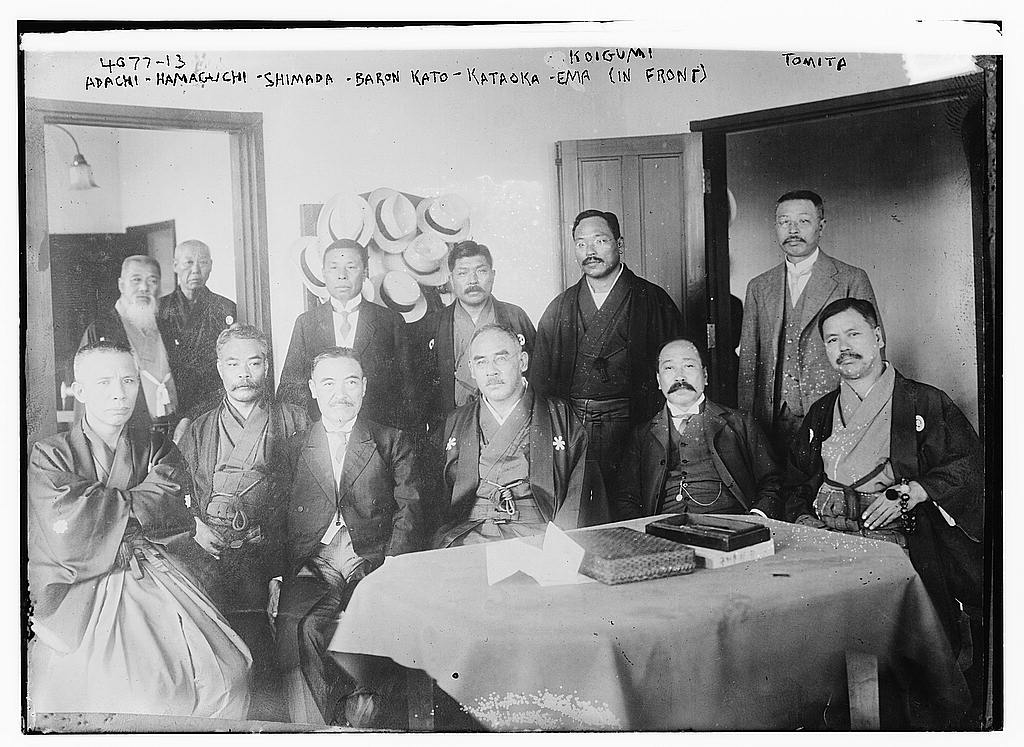
Адачі Кензо, Хамаґуті Осаті, Тошіо Сімада, Барон Като Такаакі, Катаока Наохару та Ема Коігумі в 1916 році

Адачі Кензо (яп. 安達 謙蔵) був японським державним діячем та політиком і міністром кабінету міністрів Японської імперії часів правління японського Імператора Тайсьота, та раннього періоду правління японського імператора Сьова.

## Біографія
Адачі Кензо був сином японського самурая, який був на службі в «клані Хосокава» з домену Кумамото. Після проведення в Японії реформи державного правління більш відомо як «реставрація Мейдзі» Адачі Кензо навчався в академії, заснованій паном Сасакі Токіфуса в Кумамото. У 1894 році під час першої японо-китайської війни Адачі Кензо побував до Кореї, спочатку як незалежний воєнний кореспондент (журналіст), але незабаром він заснував дві японські газети, «Chosen Jihō» та «Keijō Shimpō». Пізніше Адачі Кензо був звинувачений в тому, що він був одним із головних підбурювачів і організаторів убивства корейської Імператриці Мьонсонхванху разом із Міурою Горо. Разом з іншими учасниками цієї змови Адачі Кензо був заарештований після того, як він повернення до Японської імперії, але він був виправданий японським судом.
На загальних виборах в Японській імперії в 1902 році Адачі Кензо був обраний до палати представників Японської імперії від загального виборчого округу Кумамото як член партії «Ріккен Дошікай», і в майбутньому він був переобраний на цю виборну посаду чотири рази поспіль, працюючи до 25 грудня 1914 року, коли він став заступником міністра закордонних справ Японської імперії під керівництвом пана Окуми Сіґенобу. Після цього Адачі Кензо знову був обраний до Палати представників Японської імперії на загальних виборах в 1917 році, він обіймав цю посаду ще вісім термінів поспіль до 30 квітня 1942 року. Партія «Rikken Dōshikai» стала «Kenseikai» у 1916 році, яка об'єдналась з «Seiyu Hontō» у 1926 році, щоб сформувати партію «Конституційно-демократична партія (Японська імперія)». Адачі Кензо брав активну участь в організації злитті цих політичних партій, він також послідовно пропагував жорстку політику стосовно Республіки Китай.
Адачі Кензо було обрано міністром зв'язку в уряді Японської імперії під проводом пана Като Такаакі в травні 1925 року, і він продовжив працювати при 1-й адміністрації японського політика Вакацукі Рейдзіро до квітня 1927 року. Потім Адачі Кензо обіймав посаду міністра внутрішніх справ Японської імперії при адміністрації Хамаґуті Осаті з липня 1929 року, продовжуючи працювати на тій же посаді під час другої адміністрації Вакацукі Рейдзіро в грудні 1931 року. Бувши міністром внутрішніх справ Японської імперії, Адачі Кензо підтримав законопроєкти про надання жінкам права голосу на місцевих виборах, як перший крок до надання жінкам виборчого права на національному рівні.
У 1931 році Адачі Кензо розійшовся з політичною партією «Мінсейто Ріккена» через розбіжності з опозицією прем'єр-міністра Японської імперії Вакацукі Рейдзіро, та агресивним крокам імператорської армії Японської імперії на території Маньчжурії та економічній політиці Вакацукі Рейдзіро, і повалив адміністрацію Вакацукі Рейдзіро, завдяки тому, що він бойкотував засідання кабінету після того, як його пропозиція стосовно політичної коаліції з партією «Асоціація друзів конституційного правління» була відхилена. У грудні 1932 року Адачі Кензо разом з Накано Сейго створили нову політичну партію «Кокумін Домей». Нова політична партія виступала за запровадження в Японській імперії економічної моделі відомої як «дирижизм» з державним контролем над стратегічними галузями промисловості та фінансовими установами, а також за створення економічного союзу між Японською імперією та маріонетковою державою «Маньчжоу-Го». В майбутньому політична партія «Кокумін Домей» була поглинена Асоціацією допомоги трону у 1940 році. Однак у 1942 році Адачі Кензо не балотувався на переобрання до парламенту, і пішов з громадського життя. Після капітуляції Японської імперії він був очищений американською окупаційною владою. Він помер у серпні 1948 року у віці 83 років.